# Une ravissante idiote
Une ravissante idiote is een Franse komische film uit 1964 geregisseerd door Édouard Molinaro, met Brigitte Bardot en Anthony Perkins in de hoofdrollen. De film heeft twee Nederlandse titels: 'n verrukkelijke idiote en verukkelijk en idioot. De film is gebaseerd op de gelijknamige roman van Charles Exbrayat uit 1962.
De film werd aangeprezen als een "heerlijke persiflage op de Britse geheime dienst die de schaterende toeschouwer met B.B. in 't spionnetje laat kijken!" Hij werd omschreven als "een krankzinnig spionageverhaal", "een reeks volslagen onwaarschijnlijke gebeurtenissen, die bovendien nog als los zand aan elkaar hangen."

## Verhaal
Een Sovjet-spion (Anthony Perkins) is op een officiële missie om gevoelige informatie van de NAVO over militaire mobilisatie te verkrijgen. De klungelige inlichtingenagent moet vertrouwen op het instinct van zijn nieuwe partner en liefdesbelangstelling Penelope Lightfeather (Brigitte Bardot) terwijl ze door het platteland trekken en contraspionageagenten en wantrouwende communistische agenten vermijden.

## Rolverdeling
| Acteur             | Personage                                       | Nota                                             |
| ------------------ | ----------------------------------------------- | ------------------------------------------------ |
| Anthony Perkins    | Harry Compton / Nicholas Sergueivitch Miloukine | Sovjetspion                                      |
| Brigitte Bardot    | Penelope "Penny" Lightfeather                   | mooi maar naïef meisje, liefje van Harry Compton |
| Grégoire Aslan     | Bagda                                           | restauranthouder in Londen en Sovjetspion        |
| Jean-Marc Tennberg | Cartwright                                      | Inspecteur van de Intelligence Service           |
| André Luguet       | Reginald Dumfrey                                | hoofd van Bureau D bij de Admiralty              |
| Hans Verner        | Donald Farrington                               | spion                                            |
| Jacques Monod      | Surgeon                                         | de chauffeur van Sir Reginald                    |
| Denise Provence    | Lady Barbara Dumfrey                            | de praatgrage vrouw van Sir Reginald             |
| Hélène Dieudonné   | Mamie                                           | de grootmoeder van Penelope                      |
| Charles Millot     | Fedor Alexandrovitch Balaniev                   | de hogerop van Compton en Bagda                  |

## Productie
De film is opgenomen in Londen en op het Franse platteland. De film is in twee maanden opgenomen, hoewel productie drie dagen werd vertraagd nadat Perkins een verstuikte enkel opliep tijdens het filmen van achtervolgingsscènes door het bos met Bardot.
Omdat hij vloeiend Frans sprak is dit een van de meerdere Franstalige rollen die Perkins, een Amerikaanse acteur, op zich heeft genomen.